# Devorador de pecados
The Order, también conocida como The Sin Eater, es una película de misterio escrita y dirigida por Brian Helgeland, con Heath Ledger, Benno Fürmann, Mark Addy, y Shannyn Sossamon. 
La película relata sobre una investigación de una muerte sospechosa de un sacerdote excomulgado y el descubrimiento de un devorador de pecados en Roma.

## Argumento
La premisa de la película es que hay otro camino al cielo que la adherencia a las prácticas de la Iglesia católica. Un laico pecador puede quitar toda mancha de pecado, no importa cuán mal, desde el alma justo antes de la muerte. El alma purificada entonces puede ascender a los cielos. La Iglesia católica, según la película, considera que es herejía. 
Heath Ledger interpreta a un sacerdote descontento y desilusionado, Alex Bernier, cuya orden religiosa, los carolingios, se especializa en la lucha contra los demonios y el infierno. Mientras ofrece la hostia en el servicio religioso un sacerdote le informa que debe hablar con él. Es el cardinal Driscoll (Peter Weller), quien le informa que padre Dominic, el jefe de los carolingios, ha muerto en Roma en circunstancias sospechosas e invita a Alex a viajar a Roma, para investigar. Así conocemos a Mara Sinclair, un artista que una vez Alex exorcizó, quién escapó de un hospital mental y fue hacia Alex en su iglesia en Estados Unidos porque estaba sintiendo que algo terrible le iba a pasar a él. La policía va a buscarla, pero Alex miente y niega que la ha visto y a través de éste intercambio nos enteramos que Mara estaba en el hospital porque había tratado de matar a Alex durante el exorcismo. Mara va hacia Roma con Alex después de prometerle que ella no tratará de matarlo de nuevo. para investigar. En Roma, Alex visita a la morgue y ve extrañas marcas en el cadáver de Dominic. Después de algunas investigaciones, se encuentra con un libro que explica las referencias de un trabajo conocido como "Devorador de Pecados". Se dirige al Vaticano, donde un funcionario le dice que los devoradores de pecados no existen y que Dominic no puede ser enterrado en tierra sagrada, porque había sido excomulgado por sus creencias y por la sospecha de que su muerte fue un suicidio. Alex, alejándose cada vez más de su vocación, desafía a sus superiores y con la ayuda de dos monjas lo entierra en secreto en el cementerio Carolingian.
Thomas Garret (Mark Addy), otro discípulo de Dominic y al parecer uno de los dos últimos miembros de la orden (incluyendo a Alex), llega a Roma para ayudar a investigar la muerte de su mentor.
El cardinal Discroll visita a Alex, Thomas y Mara, quienes se encuentran en el viejo apartamento de Dominic y le da a Alex una daga especial. Los protagonistas siguen con sus investigaciones y encuentran un fragmento de pergamino entre los libros de Dominic donde leen que la daga que les ha sido entregada hundirá al Devorador de pecados mientras recitan un texto de arameo. Alex y Thomas toman estas instrucciones en el sentido de que la daga y el encantamiento matará al Devorador de pecados y comienzan la caza con el recordatorio de las instrucciones de pergamino.
Thomas lleva a Alex a un club dónde llegan bajo tierra a una base de operaciones de un hombre con máscara llamado Chirac, el "Papa Negro". El Papa Negro le debe un favor a Thomas y Alex pregunta dónde podría encontrar al Otro, como también se le conoce al Devorador de pecados. El Papa Negro se niega a darles información, pero Thomas le recuerda una vieja deuda y entonces accede, indicándoles que le pregunten al hombre moribundo que puede ver lo que los vivos no. Uno de los siervos de Chirac cuelga a un hombre y antes de que muera Alex le pregunta sobre el Otro y le contesta que lo encontrara debajo de la piedra debajo de la cual todo se construye.
A la salida de la sede del Papa Negro, unos demonios atacan y lastiman a Thomas, pero Alex lo salva y lo lleva al hospital.
Alex deja a Thomas en el hospital y se dirige a la Basílica de San Pedro, santo del que se ha dicho era la piedra angular sobre la que se edificó la Iglesia católica. Ahí encuentra con el Devorador de pecados, William Eden (Benno Fürmann), en la Catedral de San Pedro quién explica que ha sido un Devorador de pecados hace siglos, tomando el relevo para una versión anterior (un cura carolingio) que se come los pecados del hermano de Eden, el cual murió en un accidente mientras construía la cúpula bajo la que se encuentran y se le fueron denegados los Santos Oleos.  Eden es muy carismático y habla con Alex sobre los deseos del sacerdote, y Alex admite que él desea a Mara. Entonces va y presumiblemente le cuenta esto a Mara, y hacen el amor. Después, Alex deja a Mara durmiendo y va a Eden, quién le dice a Alex que está cansado y listo para morir y le pregunta a Alex para reemplazarlo. Alex tiene la daga con él, pero es curioso entonces no la use para matar a Eden.  En cambio, asiste a Eden con un ritual de devorador de pecados. Pero en el final, Alex se niega a la oferta de Eden porque él ha decidido dejar el sacerdocio para estar con Mara.
Más tarde Alex regresa a sus habitaciones y encuentra a Mara cerca de la muerte, un aparente suicidio. En realidad, Eden le cortó las muñecas y la dejó para que Alex la encontrara. Mara está más allá de la ayuda médica y Alex rápidamente realiza el ritual de devorador de pecados así ella puede ir al cielo. Tras absorber los pecados de Mara, Alex ve que no hay pecado de suicidio en la conciencia de Mara y se da cuenta da cuenta del engaño de Eden. Alex va tras Eden para matarlo.
La razón que lleva a Alex a realizar el ritual del devorador de pecados con Mara en lugar de administrarle los ritos católicos, es que Alex ya ha hecho la decisión de dejar el sacerdocio para estar con Mara y rompe sus votos de obediencia y de la abstinencia sexual. Por lo tanto, él se considera no elegible para ofrecer a Mara el último rito. 
Mientras, el herido de Thomas sale del hospital y va a ver al Papa Negro quién se revela a sí mismo como el cardenal Driscoll. Driscoll le muestra a Thomas la segunda mitad del pergamino que, en lugar de ser instrucciones sobre cómo matar al Devorador de pecados, dan instrucciones sobre cómo convertirse en un devorador de pecados. La integridad de Alex y la vida de Mara han sido un complot entre Dominic, Eden y Driscoll para atrapar a Alex. Eden quiere morir, Driscoll quiere ser el Papa y Dominic quería los recursos económicos para obtener los conocimientos arcanos.
Driscoll impide a Thomas de salir para advertir a Alex.
Alex no puede encontrar a Eden y regresa al Papa Negro para saber dónde está Eden. El Papa Negro le cuenta a Alex de nuevo para que le pregunte a los moribundos. Alex reconoce que Thomas es el hombre a punto de ser ahorcado, y lo libera usando una pistola. De todas maneras, la garganta de Thomas está demasiada herida por la soga para decirle la verdad sobre el pergamino. 
Alex encuentra a Eden y lo apuñala con la daga mientras recita el encantamiento. Rápidamente se da cuenta de que está pasando pero es demasiado tarde, los poderes de Eden se transfieren a Alex, y Eden, está feliz de ser liberado de la carga de los pecados de otros, y muere. Mientras tanto, la Basílica de San Pedro se desmorona alrededor.
Thomas, que llega a la escena demasiado tarde para prevenir la transferencia, y jura que encontrará una manera de salvar a Alex, incluso sí quiere decir matarlo.
Alex le informa a la iglesia sobre las actividades de Driscoll y Driscoll queda arruinado. Mientras el ex cardenal está durmiendo Alex lo visita y le informa que es el nuevo Devorador, y le insinúa el suicidio y así él pueda remover sus pecados. Driscoll corta sus muñecas y cuando está cerca de la muerte, Alex inicia el ritual, pero no se alimenta de los pecados de Driscoll, sino que lo obliga a tragárselos él mismo y así tiene una muerte dolorosa y presumiblemente va directo al infierno.
El Devorador de pecados William Eden usó su poder para acumular riqueza. El Devorador de pecados Alex Bernier decide actuar cómo un poder del bien, salvando solamente a aquellos que lo merecen y permitiendo a los malhechores a morir en el pecado.

## Frases en latín, italiano y arameo
A medida que la película va transcurriendo, aparecen en pantalla escenas en donde adrede se hacen primeros planos de frases escritas en italiano, latín y arameo, algunas de las cuales se han colocado aquí con su respectiva traducción.
- L'AMORE SPEZZA LE VENE DEL CERVELLO: Frase escriba en italiano sobre un cuadro de una pintura al óleo del busto y rostro de una mujer. La frase se traduce tal cual al italiano de la siguiente manera: "El amor revienta las venas del cerebro."; pero algunas compañías de doblaje optaron por traducirla como "El amor perturba la mente."
- EX MORTE VITA: Frase escrita en latín la cual aparece en la escena donde Alex va al tanatorio para reconocer el cadáver de su mentor Dominic. Esta frase se traduce al español como: "De la muerte a la vida."
- PANIS ET SALIS EX CORPORE ESI PECCATA HOMINUS AB ALTERI CONSUMPTA PECCATA HELLUO OCCASIO DEI PARTES AGERE. XI, texto escrito en latín que aparecen en el libro que Alex está hojeando y en donde se describe el ritual donde el condenado confiesa sus pecados y el Devorador se adueña de los mismos. Según las compañías que hacen el doblaje, lo que traduce el texto en latín sería así: "Pan y sal comidos del cuerpo... los pecados de un hombre son consumidos por el Otro."
- EGO RESOLVO TE A PECCATIS TUIS IN NOMINE PATRIS ET FILI ET SPIRITUS SANCTI AMEN: Frase escrita en latín y que aparece en forma de "bocadillo" o nube de diálogo en la ilustración o dibujo del libro escrito en latín que Alex está hojeando y en donde se describe el ritual en sí de cómo se efectúa el devorar pecados de un moribundo. La traducción al español de dicha frase es "Yo te libero de tus pecados en el nombre del Padre, del Hijo y del Espíritu Santo. ¡Amen!"
- EXTRA ECCLESIAM NULLA SALUS: Frase en latín que es dicha por un Cardenal a Alex y la cual significa en español: "No hay salvación fuera de la Iglesia."
- CLAVIUS REGNI CÆLORUM: Frase en latín que se traduce como "Las llaves del reino de los cielos.", corresponde a la escena en que Thomas junto con Alex van a donde el Papa Negro para que les diga en dónde pueden encontrar al Devorador de Pecados. El Papa Negro les indica que le pregunten al moribundo que en unos instantes será ahorcado, éste, en medio de sus estertores de muerte recita en latín la frase aquí mencionada.
- <texto-01 en arameo> y <texto-02 en arameo>: Letras arameas escritas a mano alzada bien sea con el dedo sobre la mesa llena de polvo donde murió Dominic o escritas con un carbón a manera de tiza en el copete de la cama de algunos moribundos o en el suelo y que traducen lo siguiente "Sangre entra." y, "Sangre sale."

## Recepción
La película llegó al número 6 en el Ranking de Box office en Estados Unidos con $4,438,899 en su primera semana. La película fue criticada por los críticos. Recibió 7% de críticas positivas en Rotten Tomatoes.

## Juego
La película se ha adaptado para un videojuego de aventura, en las plataformas PlayStation 2, Xbox, Nintendo GameCube y Game Boy Advance, pero con el poco éxito de la película, la idea fue abandonada por los productores y dejada de lado, pero en el 2012 fue retomado el proyecto por parte de la empresa EA, y lanzado para PlayStation 3.